# Zwierzyniec (powiat międzychodzki)
Zwierzyniec – osada w Polsce położona w województwie wielkopolskim, w powiecie międzychodzkim, w gminie Międzychód, przy drodze wojewódzkiej nr 198, na południowym skraju Puszczy Noteckiej.
W okresie Wielkiego Księstwa Poznańskiego (1815-1848) miejscowość wzmiankowana jako Zwierzyniec posada należała do wsi mniejszych w ówczesnym pruskim powiecie Międzyrzecz w rejencji poznańskiej. Posada Zwierzyniec należała do okręgu międzychodzkiego tego powiatu i stanowiła część majątku Prusim, którego właścicielem był wówczas Reich. Według spisu urzędowego z 1837 roku wieś liczyła 12 mieszkańców, którzy zamieszkiwali dwa dymy (domostwa).
W latach 1975–1998 miejscowość położona była w województwie gorzowskim.